# Eerste divisie (vrouwenhandbal) 2004/05
De Eerste divisie is de op een na hoogste afdeling van het Nederlandse handbal bij de vrouwen op landelijk niveau. In het seizoen 2004/2005 werd Fortissimo kampioen en promoveerde naar de eredivisie. Spoda/Dalfsen en ASKO/Zwaluwen '30 degradeerde naar de hoofdklasse.

## Teams
| Club                    | Plaats       | Provincie     |
| ----------------------- | ------------ | ------------- |
| Spoda/Dalfsen           | Dalfsen      | Overijssel    |
| DES '72                 | Papendrecht  | Zuid-Holland  |
| Fortissimo              | Cothen       | Utrecht       |
| Groene Ster             | Zevenbergen  | Noord-Brabant |
| HCV '90                 | Velsen-Noord | Noord-Holland |
| Venus/Nieuwegein        | Nieuwegein   | Utrecht       |
| Soluna/Olympia          | Hengelo      | Overijssel    |
| Van der Voort Quintus 2 | Kwintsheul   | Zuid-Holland  |
| Axias/Tachos            | Waalwijk     | Noord-Brabant |
| UDSV                    | Zuilen       | Utrecht       |
| KB Shop/Ventura         | Schiedam     | Zuid-Holland  |
| Westsite                | Amsterdam    | Noord-Holland |
| Z.A.P.                  | Breezand     | Noord-Holland |
| ASKO/Zwaluwen '30       | Hoorn        | Noord-Holland |

## Stand
| Pos | Club                    | Wed | W  | G | V  | Ptn | DV  | DT  | +/−  | Opmerking                                |
| --- | ----------------------- | --- | -- | - | -- | --- | --- | --- | ---- | ---------------------------------------- |
| 1   | Fortissimo              | 26  | 21 | 1 | 4  | 43  | 665 | 558 | 107  | Rechtstreekse promotie naar eredivisie   |
| 2   | DES '72                 | 26  | 16 | 2 | 8  | 34  | 628 | 572 | 56   | gekwalificeerd voor periodekampioenschap |
| 3   | Axias/Tachos            | 26  | 15 | 2 | 9  | 32  | 695 | 620 | 75   | gekwalificeerd voor periodekampioenschap |
| 4   | Groene Ster             | 26  | 15 | 0 | 11 | 30  | 605 | 555 | 50   |                                          |
| 5   | Van der Voort Quintus 2 | 26  | 13 | 3 | 10 | 29  | 627 | 591 | 36   |                                          |
| 6   | Soluna/Olympia          | 26  | 13 | 1 | 12 | 27  | 615 | 587 | 28   |                                          |
| 7   | UDSV                    | 26  | 11 | 3 | 12 | 25  | 582 | 579 | 3    |                                          |
| 8   | HCV '90                 | 26  | 12 | 0 | 14 | 24  | 586 | 600 | -14  | gekwalificeerd voor periodekampioenschap |
| 9   | Westsite                | 26  | 10 | 3 | 13 | 23  | 564 | 561 | 3    |                                          |
| 10  | KB Shop/Ventura         | 26  | 10 | 3 | 13 | 23  | 530 | 567 | -37  | gekwalificeerd voor periodekampioenschap |
| 11  | Venus/Nieuwegein        | 26  | 9  | 4 | 13 | 22  | 549 | 589 | -40  |                                          |
| 12  | Z.A.P.                  | 26  | 8  | 2 | 16 | 18  | 612 | 686 | -74  |                                          |
| 13  | Spoda/Dalfsen           | 26  | 8  | 1 | 17 | 17  | 606 | 683 | -77  | Degradatie naar Hoofdklasse              |
| 14  | ASKO/Zwaluwen '30       | 26  | 8  | 1 | 17 | 17  | 560 | 676 | -116 | Degradatie naar Hoofdklasse              |

## Periodekampioenschap

### Teams
| Positie                  | Team            |
| ------------------------ | --------------- |
| Winnaar eerste periode   | DES '72         |
| Vervanger tweede periode | KB Shop/Ventura |
| Vervanger derde periode  | Axias/Tachos    |
| Vervanger vierde periode | HCV '90         |

### Stand
| Pos | Club            | Wed | W | G | V | Ptn | DV  | DT  | +/− | Opmerking                     |
| --- | --------------- | --- | - | - | - | --- | --- | --- | --- | ----------------------------- |
| 1   | Axias/Tachos    | 6   | 5 | 1 | 0 | 11  | 151 | 123 | 28  | Promotie/degradatie wedstrijd |
| 2   | HCV '90         | 6   | 3 | 1 | 2 | 7   | 144 | 152 | -8  |                               |
| 3   | DES '72         | 6   | 2 | 1 | 3 | 5   | 136 | 137 | -1  |                               |
| 4   | KB Shop/Ventura | 6   | 0 | 1 | 3 | 1   | 108 | 127 | -19 |                               |